# Drudkh
Drudkh – ukraiński zespół blackmetalowy założony przez członków grupy Hate Forest w 2002 roku w Charkowie. Tematyka tekstów utworów oscyluje wokół natury i wierzeń słowiańskich, zespół wykorzystuje również wiersze ukraińskich poetów, m.in. Tarasa Szewczenki, Ołeksandra Ołesia czy też Liny Kostenko. Drudkh wydał pod szyldem wytwórni Supernal Music 6 albumów, siódmy album – Microcosmos – wydała wytwórnia Season of Mist. Nazwa zespołu oznacza w sanskrycie „las”.

## Muzycy

### Obecny skład zespołu
- Roman Sajenko – wokal, gitara (od 2002)
- Roman Błahich (Thurios) – gitara (od 2002)
- Kreczet – gitara basowa
- Władysław Petrow (Wład) – instrumenty perkusyjne, instrumenty klawiszowe

## Dyskografia

### Albumy studyjne
- Forgotten Legends (2003)
- Autumn Aurora (2004)
- Лебединий Шлях (The Swan Road) (Łebednyj Szlach) (2005)
- Кров у Наших Криницях (Blood in Our Wells) (Krow u naszych krynyciach) (2006)
- Пісні Скорбти і Самітности (Songs of Grief and Solitude) (Pisni skorbty i samitnosty) (2006)
- Відчуженість (Estrangement) (Widczużenist') (2007)
- Microcosmos (2009)
- Пригорща Зірок (Handful of Stars) (2010)[2]
- Вічний Оберт Колеса (Eternal Turn of the Wheel) (2012)
- Борозна обірвалася (A Furrow Cut Short) (2015).
- Їм часто сниться капіж (They Often See Dreams About the Spring) (2018).

### Minialbumy
- Anti-Urban (2007)
- Slavonic Chronicles (2010)